# Lorraine Gary
Lorraine Gary, ameriška igralka * 16. avgust 1937 Forest Hills, New York, ZDA.                                                                                                                                                                              
Gary je znana po igranju vloge Ellen Brody v filmih Žrelo 1, Žrelo 2 in Žrelo: Maščevanje. Nastopila je tudi v filmih kot so Nikoli ti nisem obljubil vrtnice vrtnic" (1977), "Sto tisoč devetinštirideset" (1979) in v še številnih drugih filmih. V šestdesetih in sedemdesetih letih dvajsetega stoletja je Gary igrala predvsem na televiziji, kjer je imela vloge v televizijskih serijah FBI, Ironside, Doctor Marcus Welby, Recruits in Kojak. Lik Baines v filmski trilogiji Nazaj v prihodnost je poimenovan po njej.
Lorraine Gary je bila od leta 1956 do leta 2019 poročena s producentem Sidneyem Sheinbergom, s katerim ima dva otroka.